# Raymond (Nou Hampshire)
Raymond és una població dels Estats Units a l'estat de Nou Hampshire. Segons el cens del 2007 tenia 10.195 habitants.

## Demografia
Segons el cens del 2000, Raymond tenia 9.674 habitants, 3.493 habitatges, i 2.567 famílies. La densitat de població era de 129,8 habitants per km².
Dels 3.493 habitatges en un 39,6% hi vivien nens de menys de 18 anys, en un 59,1% hi vivien parelles casades, en un 9,5% dones solteres, i en un 26,5% no eren unitats familiars. En el 19% dels habitatges hi vivien persones soles el 5,9% de les quals corresponia a persones de 65 anys o més que vivien soles. El nombre mitjà de persones vivint en cada habitatge era de 2,77 i el nombre mitjà de persones que vivien en cada família era de 3,18.
Per edats la població es repartia de la següent manera: un 29,2% tenia menys de 18 anys, un 7,6% entre 18 i 24, un 35,3% entre 25 i 44, un 21,1% de 45 a 60 i un 6,9% 65 anys o més.
L'edat mediana era de 34 anys. Per cada 100 dones de 18 o més anys hi havia 98,9 homes.
La renda mediana per habitatge era de 48.829$ i la renda mediana per família de 50.889$. Els homes tenien una renda mediana de 35.493$ mentre que les dones 26.778$. La renda per capita de la població era de 18.430$. Entorn del 5,3% de les famílies i el 6% de la població estaven per davall del llindar de pobresa.